# Liezel Huber
Liezel Huber (dekliški priimek Horn), južnoafriško-ameriška tenisačica, * 21. avgust 1976, Durban, Južna Afrika.
Skupno je osvojila sedem turnirjev za Grand Slam, nastopala je za Južno Afriko do leta 2007, nato za ZDA. V posamični konkurenci se je na turnirjih za Odprto prvenstvo Francije najdlje uvrstila v drugi krog leta 1998, na turnirjih za Odprto prvenstvo ZDA pa v prvi krog istega leta. Največje uspehe je dosegala v konkurencah dvojic. V konkurenci ženskih dvojic je po dvakrat osvojila Odprto prvenstvo ZDA in Odprto prvenstvo Anglije ter enkrat Odprto prvenstvo Avstralije, še petkrat se je uvrstila v finale turnirjev za Grand Slam, njena najpogostejša partnerica je bila Cara Black. V konkurenci mešanih dvojic je po enkrat osvojila Odprto prvenstvo Francije in Odprto prvenstvo ZDA, še trikrat se je uvrstila v finale.

## Finali Grand Slamov

### Ženske dvojice (10)

#### Zmage (5)
| Leto | Turnir                       | Partnerica   | Nasprotnici v finalu               | Rezultat finala         |
| 2005 | Odprto prvenstvo Anglije     | Cara Black   | Svetlana Kuznecova Amélie Mauresmo | 6–2, 6–1                |
| 2007 | Odprto prvenstvo Avstralije  | Cara Black   | Chan Yung-jan Chuang Chia-jung     | 6–4, 6–7(4–7), 6–1      |
| 2007 | Odprto prvenstvo Anglije (2) | Cara Black   | Katarina Srebotnik Ai Sugijama     | 3–6, 6–3, 6–2           |
| 2008 | Odprto prvenstvo ZDA         | Cara Black   | Lisa Raymond Samantha Stosur       | 6–3, 7–6(10–8)          |
| 2011 | Odprto prvenstvo ZDA (2)     | Lisa Raymond | Vania King Jaroslava Švedova       | 4–6, 7–6(7–5), 7–6(7–3) |

### Mešane dvojice (5)

#### Zmage (2)
| Leto | Turnir                    | Partner   | Nasprotnika v finalu               | Rezultat finala       |
| 2009 | Odprto prvenstvo Francije | Bob Bryan | Vania King Marcelo Melo            | 5–7, 7–6(7–5), [10–7] |
| 2010 | Odprto prvenstvo ZDA      | Bob Bryan | Květa Peschke Aisam-ul-Haq Qureshi | 6–4, 6–4              |

#### Porazi (3)
| Leto | Turnir                      | Partner       | Nasprotnika v finalu           | Rezultat finala  |
| 2001 | Odprto prvenstvo Anglije    | Mike Bryan    | Leoš Friedl Daniela Hantuchová | 4–6, 6–3, 6–2    |
| 2005 | Odprto prvenstvo Avstralije | Kevin Ullyett | Samantha Stosur Scott Draper   | 6–2, 2–6, [10–6] |
| 2008 | Odprto prvenstvo ZDA        | Jamie Murray  | Leander Paes Cara Black        | 7–6(8–6), 6–4    |